# Jordan Bos
Jordan Bos (Melbourne, 29 oktober 2002) is een Australische voetballer die in juli 2025 KVC Westerlo verruilde voor Feyenoord.

## Clubcarrière
Bos sloot zich in 2016 aan bij de jeugdacademie van Melbourne City. Eerder speelde hij ook bij Hoppers Crossing SC. In september 2021 ondertekende hij bij Melbourne City een contractverlenging tot 2025. Op 27 november 2021 maakte hij zijn officiële debuut in het eerste elftal van de club: op de tweede competitiespeeldag liet trainer Patrick Kisnorbo hem in de 81e minuut invallen. In zijn eerste seizoen in het eerste elftal, waarin Bos naast dertien competitiewedstrijden ook zes groepswedstrijden in de AFC Champions League speelde, kroonde Bos zich meteen tot landskampioen. Ook in het seizoen 2022/23, waarin Bos een vaste waarde was onder Kisnorbo en diens opvolger Rado Vidošić, werd Melbourne City kampioen.
In mei 2023 ondertekende hij een vierjarig contract bij de Belgische eersteklasser KVC Westerlo.

## Clubstatistieken
| Seizoen                       | Club           | Competitie      | Competitie | Competitie | Beker | Beker | Int. | Int. | Overig | Overig | Totaal | Totaal |
| Seizoen                       | Club           | Competitie      | Wed.       | Dlp.       | Wed.  | Dlp.  | Wed. | Dlp. | Wed.   | Dlp.   | Wed.   | Dlp.   |
| ----------------------------- | -------------- | --------------- | ---------- | ---------- | ----- | ----- | ---- | ---- | ------ | ------ | ------ | ------ |
| 2021/22                       | Melbourne City | A-League        | 13         | 1          | 1     | 0     | 6    | 0    | 0      | 0      | 20     | 1      |
| 2022/23                       | Melbourne City | A-League        | 28         | 2          | 2     | 0     | –    | –    | 0      | 0      | 30     | 2      |
| Clubtotaal                    | Clubtotaal     | Clubtotaal      | 41         | 3          | 3     | 0     | 6    | 0    | 0      | 0      | 50     | 3      |
| 2023/24                       | KVC Westerlo   | Eerste klasse A | 26         | 3          | 1     | 0     | –    | –    | 0      | 0      | 27     | 3      |
| 2024/25                       | KVC Westerlo   | Eerste klasse A | 18         | 4          | 1     | 0     | –    | –    | 0      | 0      | 19     | 4      |
| Clubtotaal                    | Clubtotaal     | Clubtotaal      | 44         | 7          | 2     | 0     | 0    | 0    | 0      | 0      | 46     | 7      |
| 2025/26                       | Feyenoord      | Eredivisie      | 0          | 0          | 0     | 0     | 1    | 0    | 0      | 0      | 1      | 0      |
| Clubtotaal                    | Clubtotaal     | Clubtotaal      | 0          | 0          | 0     | 0     | 1    | 0    | 0      | 0      | 1      | 0      |
| Carrièretotaal                | Carrièretotaal | Carrièretotaal  | 85         | 10         | 5     | 0     | 7    | 0    | 0      | 0      | 97     | 10     |
| Bijgewerkt op 7 augustus 2025 |                |                 |            |            |       |       |      |      |        |        |        |        |

## Interlandcarrière
Bos maakte op 28 maart 2023 zijn interlanddebuut voor Australië: in de vriendschappelijke interland tegen Ecuador (1-2-verlies) liet bondscoach Graham Arnold hem in de 54e minuut invallen voor Aziz Behich.
| Interlands van Jordan Bos     | Interlands van Jordan Bos     | Interlands van Jordan Bos     | Interlands van Jordan Bos     | Interlands van Jordan Bos     | Interlands van Jordan Bos     | Interlands van Jordan Bos     |
| No.                           | Datum                         | Wedstrijd                     | Uitslag                       | Soort Wedstrijd               | Doelpunten                    |                               |
| Als speler bij Melbourne City | Als speler bij Melbourne City | Als speler bij Melbourne City | Als speler bij Melbourne City | Als speler bij Melbourne City | Als speler bij Melbourne City | Als speler bij Melbourne City |
| ----------------------------- | ----------------------------- | ----------------------------- | ----------------------------- | ----------------------------- | ----------------------------- | ----------------------------- |
| 1.                            | 28 maart 2023                 | Australië – Ecuador           | 1 – 2                         | Vriendschappelijk             | -                             |                               |
| Totaal                        | Totaal                        | Totaal                        | Totaal                        | Totaal                        | -                             |                               |

Bijgewerkt tot 16 mei 2023

## Trivia
- Zijn broer Kasey Bos is ook professioneel voetballer.